# Brittany Daniel
Brittany Ann Daniel (Gainesville, 17 de março de 1976) é uma atriz norte-americana. É irmã gêmea da atriz e fotógrafa Cynthia Daniel. Conhecida por interpretar a antagonista principal Megan Vandergeld no filme As Branquelas.

## Fimografia

### Filmes
| Ano  | Filme                                   | Papel            | Notas |
| ---- | --------------------------------------- | ---------------- | ----- |
| 1995 | The Basketball Diaries                  | Blinkie          |       |
| 1999 | Sonic Impact                            | Rachel           |       |
| 2001 | Joe Dirt                                | Brandy           |       |
| 2004 | Club Dread                              | Jenny            |       |
| 2004 | As Branquelas                           | Megan Vandergeld |       |
| 2005 | Dirty                                   | Tatiana          |       |
| 2006 | Rampage: The Hillside Strangler Murders | Samantha Stone   |       |
| 2006 | O Pequenino                             | Brittany         |       |
| 2006 | The Hamiltons                           | Dani Cummings    |       |
| 2007 | Last of the Romantics                   | Sarah Xavier     |       |
| 2007 | Loveless in Los Angeles                 | Kelly Liffen     |       |
| 2010 | Skyline                                 | Candice          |       |
| 2015 | Joe Dirt 2: Beautiful Loser             | Brandy           |       |

### Televisão
| Ano                  | Título                            | Papel                    | Notas                                                                |
| -------------------- | --------------------------------- | ------------------------ | -------------------------------------------------------------------- |
| 1989                 | The New Leave It to Beaver        | Zorigna #1               | Episode: "Man's Greatest Achievements"                               |
| 1992                 | Swans Crossing                    | Mila Rosnovsky           | Regular role (54 episodes)                                           |
| 1994                 | Burke's Law                       | Ginny                    | Episode: "Who Killed the Legal Eagle?"                               |
| 1994–1997            | Sweet Valley High                 | Jessica "Jess" Wakefield | Main role (88 episodes)                                              |
| 1999                 | Dawson's Creek                    | Eve Whitman              | Recurring role (4 episodes)                                          |
| 2000                 | Fortunate Son                     | N/A                      | Television film                                                      |
| 2000                 | On Hostile Ground                 | Cindy Evers              | Television film                                                      |
| 2002                 | That '70s Show                    | Penny                    | Episode: "Eric's Hot Cousin"                                         |
| 2002                 | That '80s Show                    | Sophia                   | Main role (13 episodes)                                              |
| 2003                 | Just Shoot Me!                    | Sarah                    | Episode: "The Goodbye Girl"                                          |
| 2003                 | 111 Gramercy Park                 | Brynn Martin             | Television film                                                      |
| 2004                 | North Shore                       | Cari Layne               | Episode: "Pilot"                                                     |
| 2005; 2007; 2010     | It's Always Sunny in Philadelphia | Carmen the transexual    | 4 episodes                                                           |
| 2006                 | Totally Awesome                   | Kimberly                 | Television film                                                      |
| 2006                 | Community Service                 | Carly Phillips           | Television film                                                      |
| 2006–2011; 2014–2015 | The Game                          | Kelly Pitts              | Main role: Seasons 1–3; Recurring role: Seasons 4, 7–9 (80 episodes) |
| 2008                 | Ruby                              | Herself                  | Episode: "Meet Ruby"                                                 |
| 2016–2018            | Blackish                          | Blair                    | 3 episodes                                                           |